# Lauwersmeer
Lauwersmeer – sztuczne jezioro w Holandii, na granicy prowincji Fryzja i Groningen. Zostało ono uformowane 25 maja 1969 r., kiedy grobla oddzielająca dawne Lauwerszee od Morza Wattowego została zamknięta. Wschodnia i centralna część jeziora objęta została Parkiem Narodowym Lauwersmeer.

## Historia
Zatoka Lauwerszee została uformowana w 1280 r. przez powódź i nazwane od płynącej tędy rzeki Lauwers. Zanikło ujście rzeki, a trzy jej dopływy (Reitdiep, Dokkumerdiep oraz Ee) zaczęły wpływać do nowej zatoki. Część z zalanych terenów została w późniejszym okresie osuszona, tworząc poldery. Po powodzi w 1953 i 1954 r. zdecydowano się na zbudowanie grobli, która oddzieli Morze Wattowe od zatoki. 25 maja 1969 r. zakończono jej budowę i stworzono jezioro Lauwersmeer. Akwen szybko stał się słodkowodny, a w jego okolicy pojawiła się nowa fauna i flora. W celu ochrony nowego środowiska wielu gatunków organizmów utworzono tutaj Park Narodowy Lauwersmeer.

## Galeria

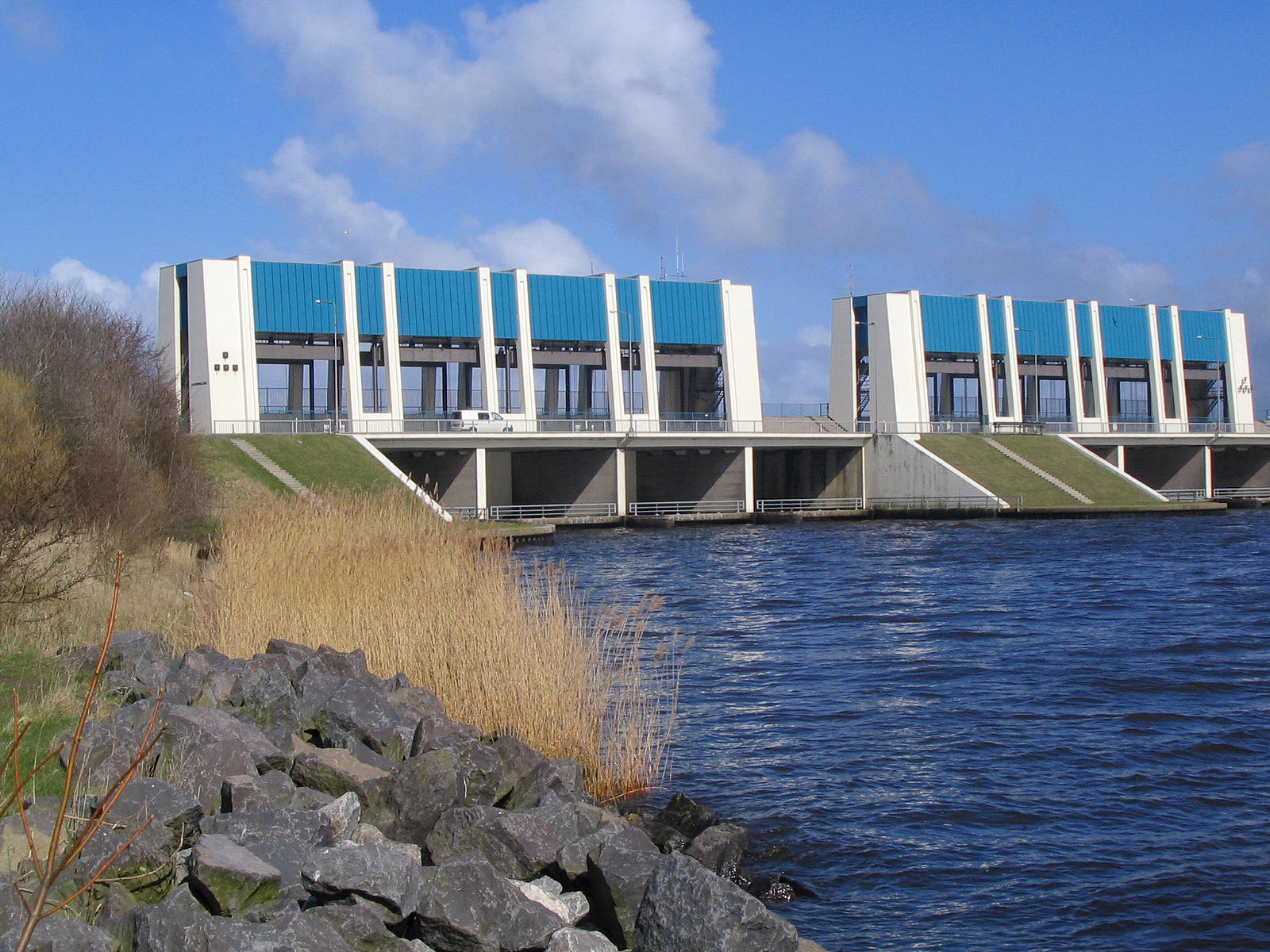
Grobla oddzielająca jezioro od morza
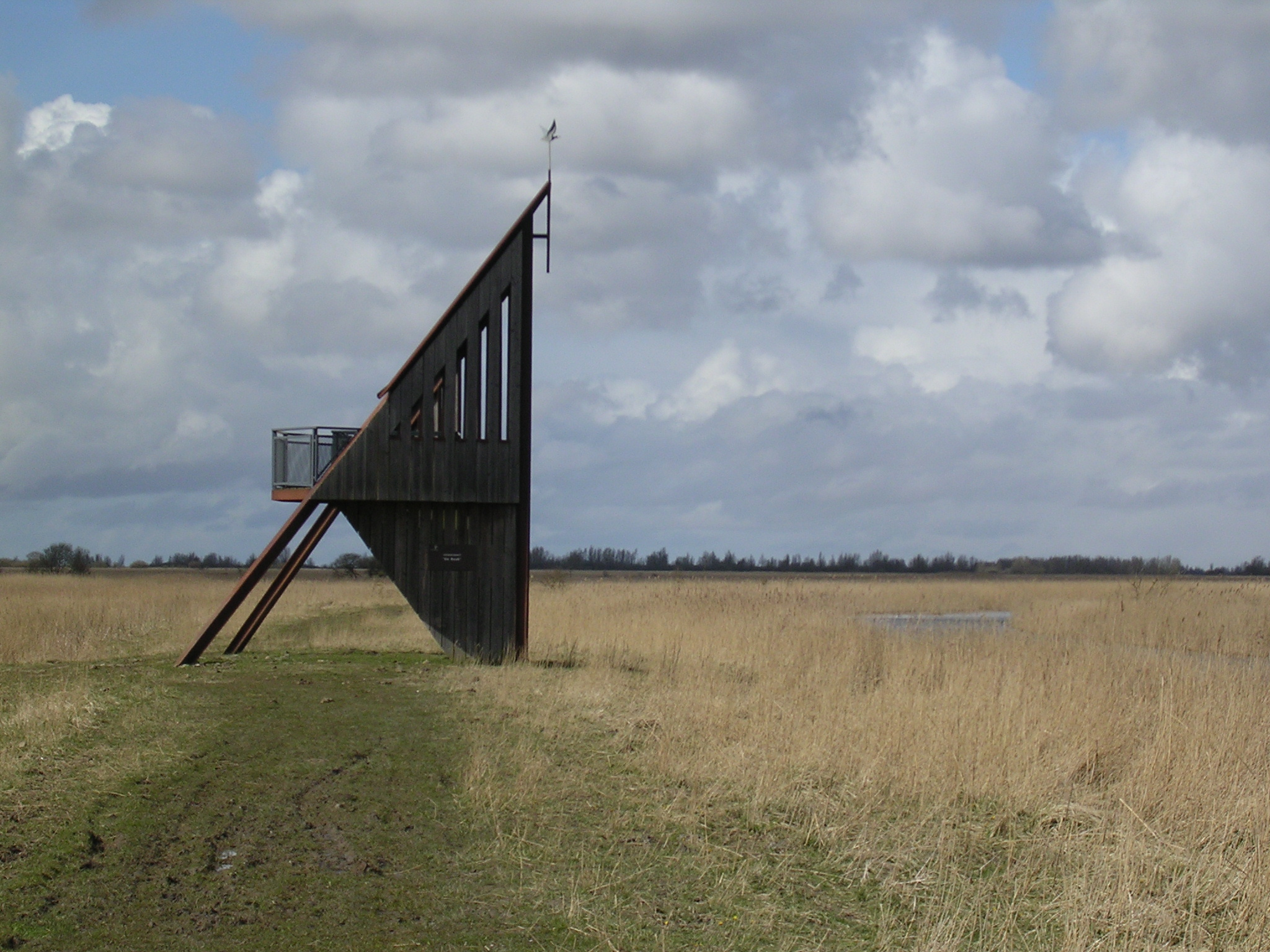
Stanowisko obserwacji ptaków w okolicy jeziora
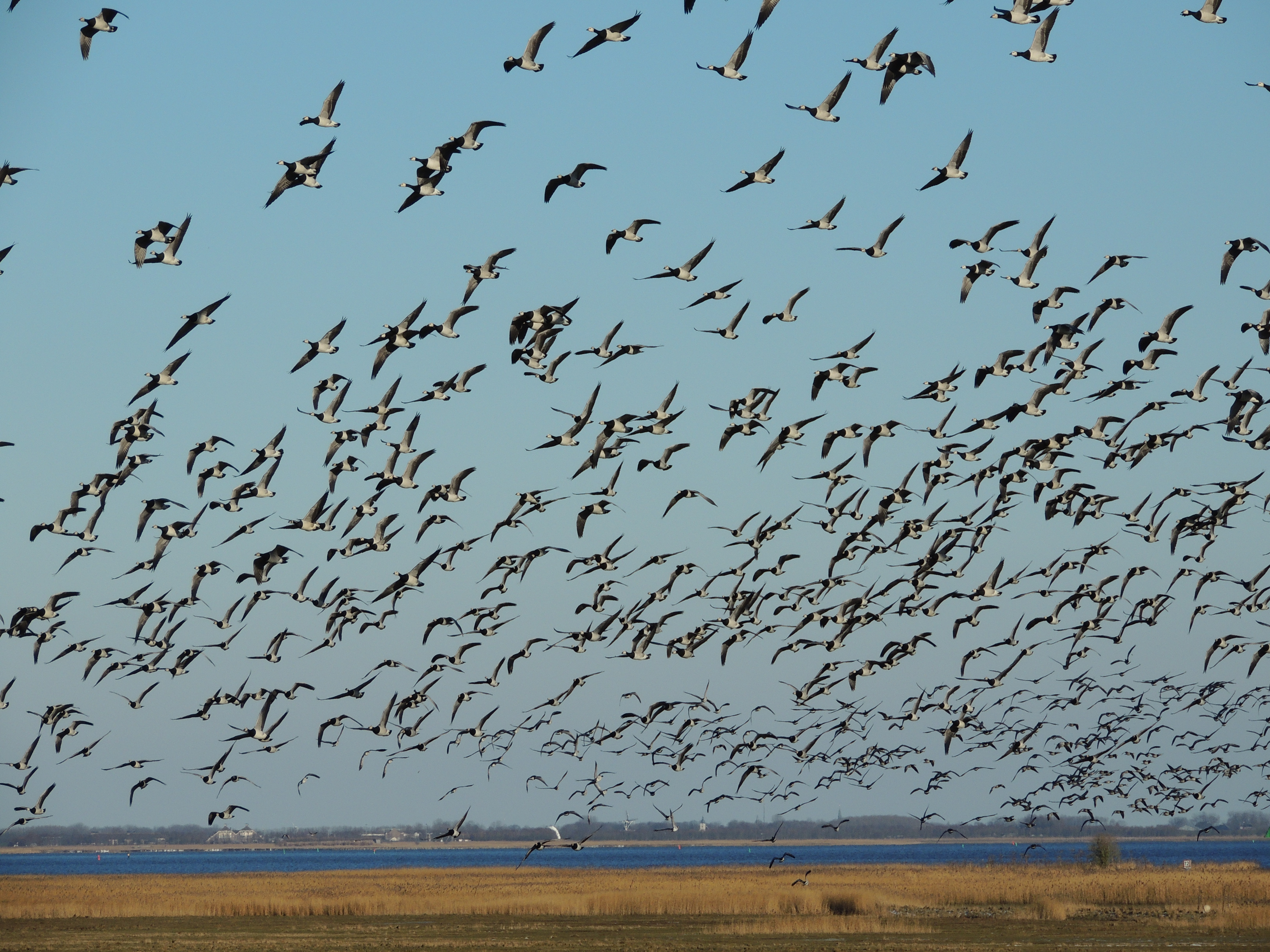
Ptaki nad jeziorem